# Huichila
Huichila är en ort i Mexiko.   Den ligger i kommunen Tlacolulan och delstaten Veracruz, i den sydöstra delen av landet, 220 km öster om huvudstaden Mexico City. Huichila ligger 1 932 meter över havet och antalet invånare är 727.
Terrängen runt Huichila är kuperad åt sydost, men åt nordväst är den bergig. Terrängen runt Huichila sluttar norrut. Runt Huichila är det ganska tätbefolkat, med 172 invånare per kvadratkilometer. Närmaste större samhälle är Las Vigas, 6,7 km sydväst om Huichila. I omgivningarna runt Huichila växer huvudsakligen savannskog.